# سیچلاید لیوینگستون
سیچلاید لیوینگستون با نام علمی Nimbochromis livingstonii ، که کالینگونو نیز نامیده میشود، گونه ای سیچلاید دهان‌پرور ساکن آب شیرین و بومی دریاچه مالاوی و دریاچه های دره‌کافتی است. این گونه در قسمت بالایی رودخانه شایر و دریاچه مالومبه نیز یافت می شود. آنها در نواحی ساحلی دریاچه بر روی بسترهای شنی دیده می شوند. 

## همچنین ببینید
- لیست گونه های ماهی آکواریومی آب شیرین